# Nemuri Kyōshirō burai hikae: Mashō no hada
Série Nemuri Kyōshirō
Nemuri Kyōshirō buraiken
(1966) Nemuri Kyōshirō hitohadagumo
(1968)
Pour plus de détails, voir Fiche technique et Distribution.
Nemuri Kyōshirō burai hikae: Mashō no hada (眠狂四郎無頼控 魔性の肌) est un film japonais réalisé par Kazuo Ikehiro, sorti en 1967. C'est l'adaptation du roman Nemuri Kyōshirō de Renzaburō Shibata. C'est le 9e film de la série Nemuri Kyōshirō avec Raizō Ichikawa. 

## Synopsis
Asahina demande à Nemuri Kyōshirō de prendre la tâche de porter la statue dorée chez une personne de haut rang à Kyoto. La statue dorée a autrefois été donnée à Amakusa Shirō par le Portugal et est maintenant la cible des vestiges de la rébellion de Shimabara.

## Fiche technique
- Titre original : Nemuri Kyōshirō burai hikae: Mashō no hada (眠狂四郎無頼控 魔性の肌?)
- Réalisation : Kazuo Ikehiro
- Scénario : Hajime Takaiwa (ja), d'après le roman Nemuri Kyōshirō de Renzaburō Shibata.
- Photographie : Yasukazu Takemiya
- Décors : Shigenori Shimoishizaka
- Musique : Takeo Watanabe
- Société de production : Daiei
- Pays d'origine :  Japon
- Langue originale : japonais
- Format : couleur - 2,35:1 - 35 mm - son mono
- Genres : chanbara - jidaigeki
- Durée : 88 minutes[3] (métrage : huit bobines - 2 391 m[3])
  - Japon : 15 juillet 1967[3]

## Distribution
- Raizō Ichikawa : Nemuri Kyōshirō
- Mikio Narita : Saegusa Ukon
- Haruko Wanibuchi (ja) ：Chisa
- Nahoko Kubo (ja) ：Oen
- Tatsuo Endō (ja) : Kamaya
- Saburō Date (ja) : Kanbe Hichirōta
- Sei Hiraizumi (ja) : Gondō Tatsunosuke
- Yoshio Inaba : Tomoeya
- Nobuo Kaneko : Asahina

## SérieNemuri Kyōshirōavec Raizō Ichikawa
- 1963 : Nemuri Kyōshirō sappōjō (眠狂四郎殺法帖?) de Tokuzō Tanaka
- 1964 : Le Combat de Kyōshirō Nemuri (眠狂四郎勝負, Nemuri Kyōshirō shōbu?) de Kenji Misumi
- 1964 : Nemuri Kyōshirō engetsugiri (眠狂四郎円月切り?) de Kimiyoshi Yasuda
- 1964 : La Ballade de Kyōshirō Nemuri (眠狂四郎女妖剣, Nemuri Kyōshirō joyōken?) de Kazuo Ikehiro
- 1965 : Nemuri Kyōshirō mashōken (眠狂四郎魔性剣?) de Kimiyoshi Yasuda
- 1965 : Kyōshirō Nemuri : le sabreur et les pirates (眠狂四郎炎情剣, Nemuri Kyōshirō enjōken?) de Kenji Misumi
- 1966 : Nemuri Kyōshirō tajōken (眠狂四郎多情剣?) d'Akira Inoue
- 1966 : Nemuri Kyōshirō buraiken (眠狂四郎無頼剣?) de Kenji Misumi
- 1967 :  Kyōshirō burai hikae: Mashō no hada (眠狂四郎無頼控 魔性の肌?) de Kazuo Ikehiro
- 1968 : Nemuri Kyōshirō hitohadagumo (眠狂四郎人肌蜘蛛?) de Kimiyoshi Yasuda
- 1968 : Nemuri Kyōshirō onna jigoku (眠狂四郎女地獄?) de Tokuzō Tanaka
- 1969 : Nemuri Kyōshirō akujogari (眠狂四郎悪女狩り?) de Kazuo Ikehiro